# The Place of the Honeymoons
The Place of the Honeymoons (o Place of Honeymoons) è un film muto del 1920 diretto da Kenean Buel.
La sceneggiatura si basa su The Place of Honeymoons, romanzo di Harold MacGrath pubblicato a Indianapolis nel 1912.

## Produzione
Il film, prodotto dall'Atlas Film Company, venne girato negli studi di Newton, nel Massachusetts.

## Distribuzione
Benché il film fosse stato completato e ne fosse stata annunciata la distribuzione già a inizio 1920, ufficialmente non fu distribuito fino al novembre di quell'anno. Il copyright, richiesto dalla Pioneer Film Corp., fu registrato il 20 novembre 1920 con il numero LU15816.
Non si conoscono copie ancora esistenti della pellicola che viene considerata presumibilmente perduta.